# 박부련
박부련(朴富連, 1909년 2월 22일~1960년 9월 25일)은 대한민국의 제14대 대통령을 역임한 김영삼의 모친이다.